# Agar.io
Agar.io ist ein kostenloses Multiplayer-Spiel. Es wurde von dem Reddit-Nutzer Zeach entwickelt. Der Name des Spiels wurde dem Galactose-Polymer Agar entlehnt. Bei Agar.io muss der Spieler eine Zelle steuern, die dadurch wächst, dass sie andere Zellen frisst. Sie darf dabei jedoch nicht selbst von größeren Zellen gefressen werden, da sonst das laufende Spiel verloren wird.
Agar.io war ursprünglich ein reines Browserspiel, wurde dann aber zusätzlich bei Steam Greenlight aufgenommen, um die Möglichkeiten des Spiels zu erweitern. Seit dem 8. Juli 2015 ist Agar.io auch für Android und iOS erhältlich.

## Gameplay
Der Spieler bewegt sich bei Agar.io als „Zelle“ über ein rechteckig begrenztes Spielfeld. Das Ziel ist es, sogenannte Pellets oder kleinere Zellen zu fressen, um zu wachsen, ohne dabei von einer größeren Zelle gefressen zu werden.

### Objekte
Es gibt drei verschiedene Typen von Objekten: die Pellets, die Zellen und die Viren. Von den Viren gibt es zwei Sorten, eine grüne und eine rote. Beide dieser Viren zerteilen die eigene Zelle, sobald sie eines der Viren isst. Wenn man die grünen Viren mit Massestückchen füttert, werden sie größer und schießen ab einer gewissen Größe ein zweites Virus in die Richtung, in die man seine Massestückchen schießt (so kann man Spieler, die größer sind als man selbst, zerteilen und seine kleinen Zellen essen). Die roten Viren findet man im Gegensatz zu den grünen nur im experimental mode. Sie sprühen pellets aus, sobald man sie füttert. Allerdings kann man auch sich selbst verfüttern, wenn man klein genug ist, man sollte bis zu einer gewissen Größe nicht zu nah an ein rotes Virus herankommen.

#### Pellets
Pellets sind kleine Nahrungseinheiten, die auf dem Spielfeld liegen, ohne sich zu bewegen oder zu teilen. Man benötigt sie, um zu wachsen. Pellets sind bunt und entweder rund oder fünfeckig, was es deutlich erleichtert, sie von den Zellen, also den Mitspielern, zu unterscheiden.

#### Zellen
Die Zellen werden von den Spielern mit der Maus oder der Tastatur bewegt. Um zu wachsen, muss eine Zelle ein Pellet oder eine kleinere Zelle fressen, indem sie sich über diese hinwegbewegt. Um die Zelle eines anderen Spielers fressen zu können, muss die eigene Zelle mindestens 25 % größer sein. Je größer eine Zelle wird, desto langsamer bewegt sie sich und desto schneller verliert sie Masse.
Zu Beginn des Spiels gibt sich der Spieler einen Namen. Dabei kann er aus einer Liste von Namen wählen, von denen jeder einen bestimmten Skin erzeugt, also den Hintergrund der eigenen Zelle verändert. Es ist aber auch möglich, einen beliebigen anderen Namen zu wählen und dann ein zufälliges, einfarbiges Zellaussehen zu erhalten.

#### Viren
Bei Agar.io gibt es zusätzlich zu den Pellets Viren. Sie bewegen sich nicht, sind deutlich größer als Pellets und haben einen gezackten Rand. Sollte der Spieler ein Virus fressen, vergrößert er sich um die Masse des Virus, wird aber gleichzeitig, falls er sich noch nicht in die Maximalanzahl an 16 teilbaren Zellen geteilt hat, vom Virus in viele kleine Zellteile „zerschossen“. Ist die Zelle schon 16-mal geteilt, kann ein Virus so wie andere Zellen gegessen werden.
Der Spieler hat die strategische Möglichkeit, das Virus durch die Taste W zu vergrößern und anschließend zu zerteilen.

### Zellteilung
Wird die Zelle geteilt, schießt der abgespaltene Teil mit großer Geschwindigkeit in die Richtung, in die die Maus zeigt. Dabei gilt: Je weiter die Maus von der Zelle entfernt ist, desto schneller und weiter wird sich die Zelle wegbewegen. Kleine Zellen sind schneller als große, was diese Funktion sehr nützlich macht, wenn man schnell Nahrung zu sich nehmen möchte. Man teilt seine Zelle, indem man auf die Leertaste drückt.

### Abspaltung
Wird von der Zelle Masse abgespalten, so wird dieser kleine, abgespaltene Teil in die Richtung geschleudert, in die der Cursor zeigt. Der abgespaltene Teil funktioniert wie ein Pellet, also als normale Nahrung, und kann nicht mehr vom Spieler gesteuert werden. Die Abspaltung dient dazu, Masse zwischen Spielern auszutauschen, die Allianzen bilden. Weiterhin kann die Abspaltung genutzt werden, um ein Virus zu füttern. Man spaltet Masse ab, indem man auf die Taste W drückt.

### Größenverlust
Jede Zelle verliert kontinuierlich an Masse und Größe. Das zwingt den Spieler dazu, ständig kleinere Zellen oder Pellets zu fressen. Dabei gilt: Große Zellen verlieren schneller an Masse als kleinere Zellen und müssen deshalb mehr fressen. Das verhilft dem Spiel zu mehr Balance, weil auch kleinere Zellen die Chance haben, groß zu werden.

## Rezeption
Agar.io erhielt hauptsächlich gute Kritiken. Jon Fingas von Engadget beschrieb das Spiel als “a good abstraction of the fierce survival-of-the-fittest competition that you sometimes see on the microscopic level.” (Deutsch: „Eine gute Abwandlung der Survival-of-the-fittest-Theorie, die man zuweilen auch auf mikroskopischer Ebene beobachten kann.“) The Yorkshire Standard sagte, das Spiel sei „stark suchterregend“, kritisierte es aber dafür, dass es wiederholend und frustrierend sei. Brett Makedonski von Destructoid meinte: „Es fühlt sich so gut an, einen Typen zu essen.“

### Türkei
Vor den Parlamentswahlen in der Türkei 2015 wurde Agar.io in der Türkei für politische Zwecke verwendet. Einige Parteien verwendeten auf ihren Wahlplakaten Symbole und Zeichen des Spiels. Hürriyet Daily News titelte daraufhin, dass das Spiel der Politik des Landes ähnlich sei.

### Netflix
Zusätzliche Bekanntheit erhielt Agar.io, als der amerikanische Präsident Underwood aus der Netflix-Serie House of Cards das Spiel in der 4. Staffel benutzte.